# Ficus pallescens
Ficus pallescens là một loài thực vật có hoa trong họ Moraceae. Loài này được (Weiblen) C.C.Berg mô tả khoa học đầu tiên năm 2004.